# Atapaszka-tó
Az Atapaszka-tó (magyar nyelvű irodalomban gyakran tévesen: Atabaszk-tó) nagy tó Kanada Saskatchewan tartományának északnyugati részében, illetve Alberta északkeleti részében, az északi szélesség 58° és 60° közt.
Területe 7850 km², legnagyobb hosszúsága 283, legnagyobb szélessége 50 kilométer, partvonalának hossza mintegy 1900 kilométer. Átlagos mélysége 20 méter, legnagyobb mélysége 124 méter. A tó mellett található legfontosabb települések Fort Chipewyan és Uranium City.

## Története

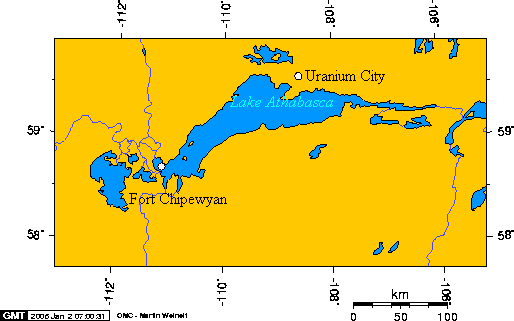
Atapaszka-tó

Neve a hegyi kri nyelvű aðapaskāw kifejezésből származik, aminek jelentése „hely, ahol növény van növény után”. E nevet a folyó után a tóra, majd az észak-amerikai indiánok egy másik nagy csoportjára is elkezdték alkalmazni (atapaszkák).
A kri szó eredetileg csak a tóba ömlő Atapaszka-folyó nagy deltavidéket jelölte. 1791-ben Philip Turnor, a Hudson-Öböl Társaság térképésze a következőket jegyezte fel naplójába: „alacsonyan fekvő, mocsaras terület a déli oldalon, rajta néhány fűzfával, amiről a tó egésze az Athapison nevet kapta a déli kri nyelven, ami nyílt vidéket jelent, mint a fűzfával és fűvel körbenőtt tavak.” Peter Fidler 1790-ben a folyó neveként azt jegyezte föl: Great Arabuska (angol, „Nagy Arabuska”). 1801-re a név helyesírása Athapaskow lett. 1820-ban George Simpson hivatalnok már a tó és a folyó neveként is a mai helyesírású angol alakot használta (Athabasca).

## Földrajza
Az Atapaszka-tó Alberta és Saskatchewan legnagyobb és legmélyebb, egész Kanada nyolcadik legnagyobb tava. Lefolyása észak felé a Rabszolga-folyó és a Mackenzie-folyó, amelyek az Északi-sarki-óceánba ömlenek. Fort Chipewyan, Alberta egyik legrégibb európai települése a tó nyugati partján helyezkedik el, ahol a Des Rochers folyó elhagyja a tavat, megkezdve észak irányú útját a Wood Buffalo Nemzeti Park keleti szegélye mentén a Rabszolga-folyó felé.
Az északi parton fekvő Fidler-pontot Peter Fidler kartográfusról nevezték el.

## Élővilág

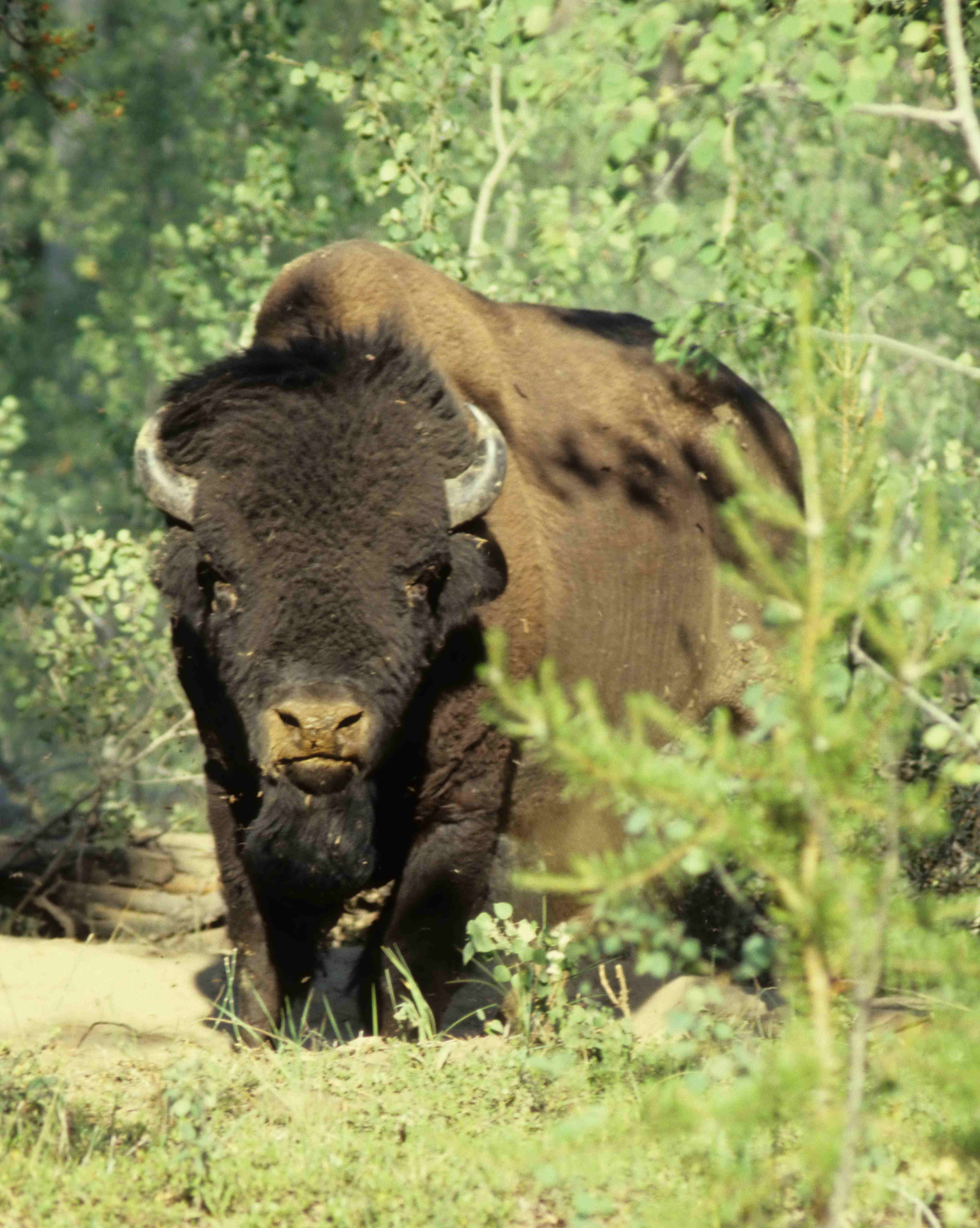
Bölény a nemzeti parkban

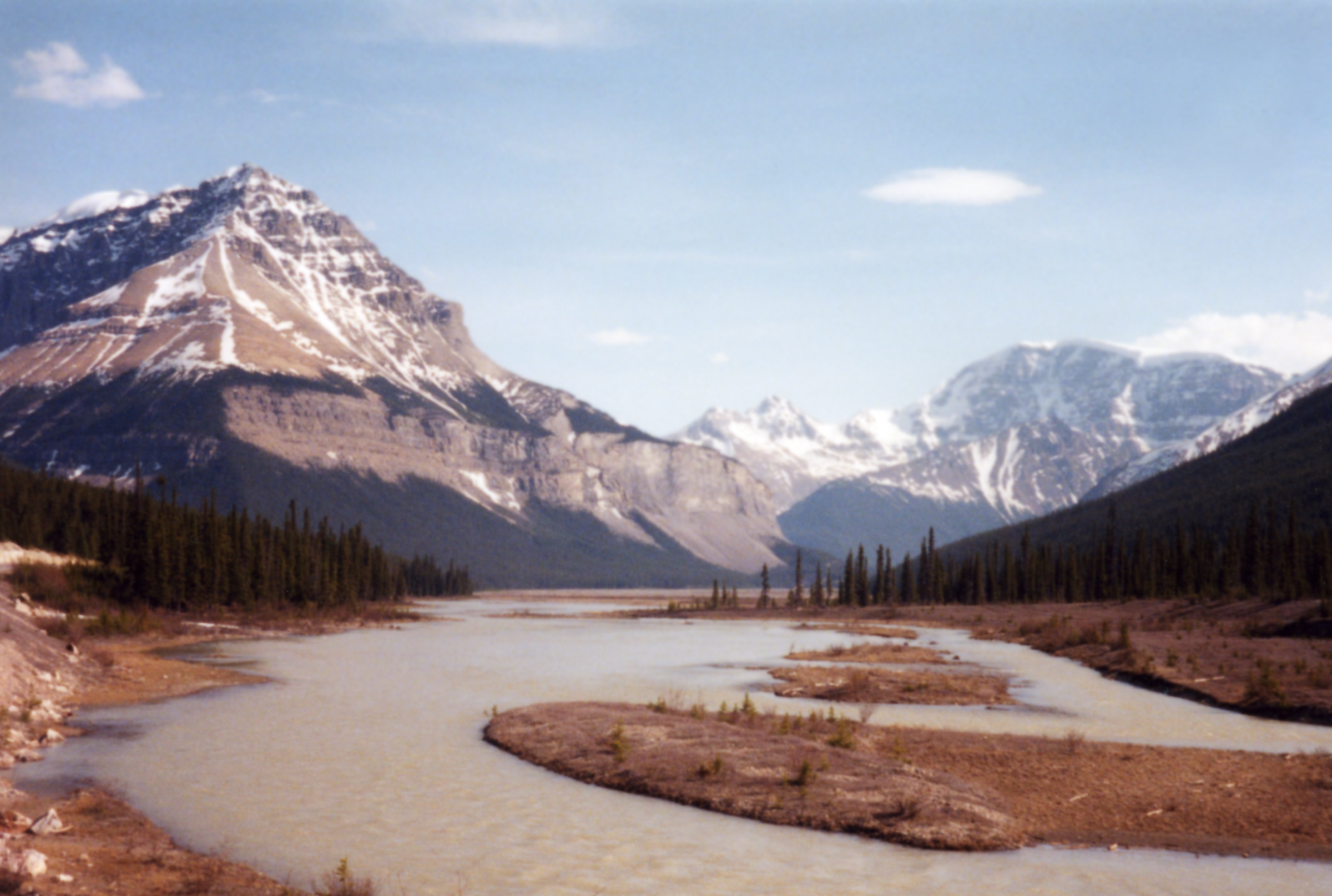
Az Atapaszka-folyó

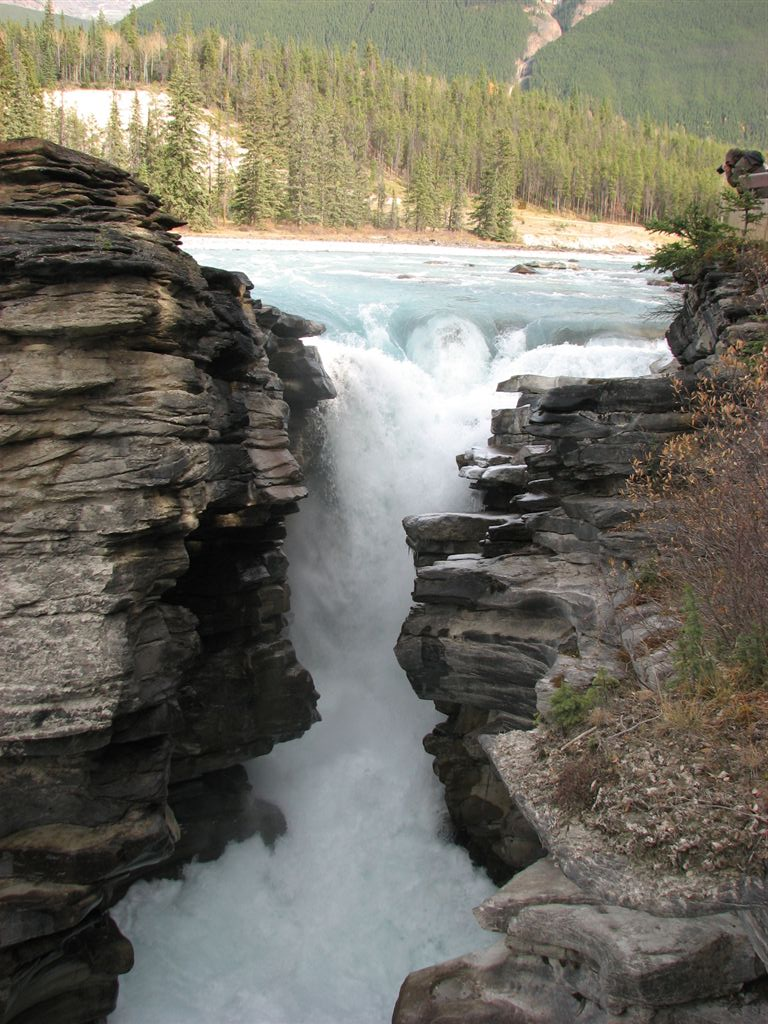
Atapaszka-vízesés

A tó közelében található a 44 807 km²-nyi területű Wood Buffalo Nemzeti Park, melyet 1922-ben alapítottak a területen élő bölénypopuláció megóvására. 1985-ben a világörökség része lett. Ez a második legnagyobb nemzeti park a világon, és itt található a világ legnagyobb szabadon élő bölényállománya; több mint 2000 bölény él a területen. A bölények mellett itt található Észak-Amerika legnagyobb farkaspopulációja. Emellett a lármás daru (Grus americana) egyetlen ismert fészkelőhelye. A területen élő veszélyeztetett faj még a vándorsólyom, amelynek az utolsó lehetősége Kanadában a fennmaradásra a park által adott védettség.
A park magába foglalja a Peace, az Athabasca és a Slave folyók által kialakított édesvízi deltatorkolat csaknem 80%-át. A Ramsari egyezmény hatálya alá tartozó vizes élőhely a tavaszi vándorlás során mintegy 400 000 vízimadárnak ad otthont, hiszen itt fut össze az általuk használt négy fő észak-amerikai vándorlási útvonal.
Az Atapaszka-tóban 23 halfaj él. Jellemző halfajai a süllő, a sügér, az északi csuka, a tavi pisztráng és a tarka menyhal. 1961-ben világrekord, 46,3 kilogramm súlyú amerikai tavipisztrángot fogtak ki a tóból hálóval.

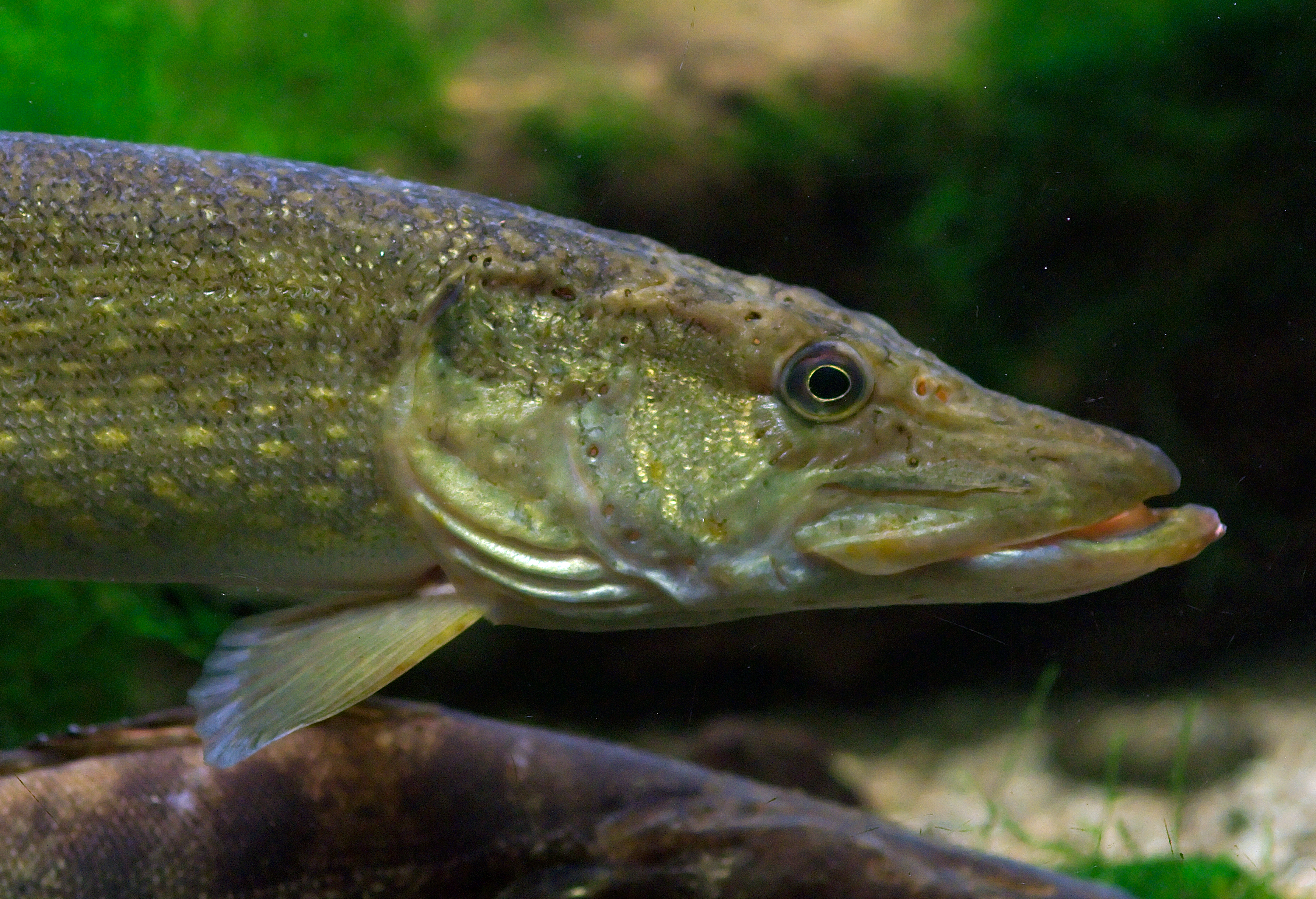
Csuka
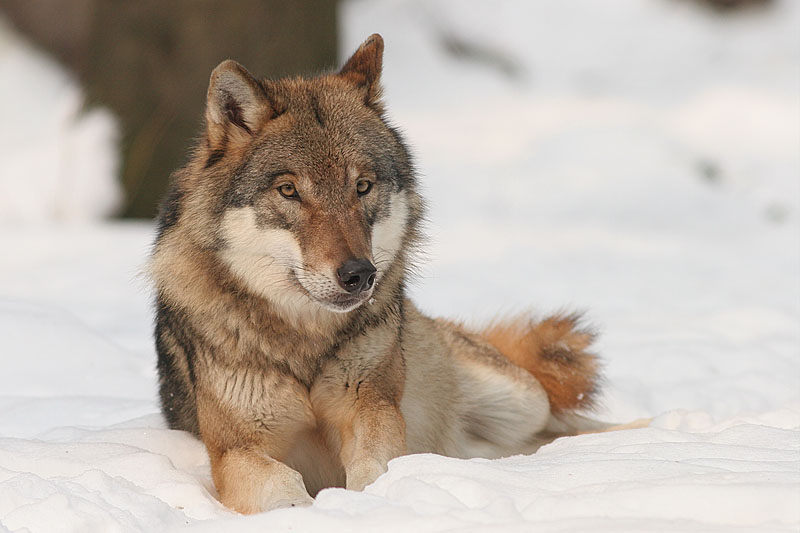
Farkas
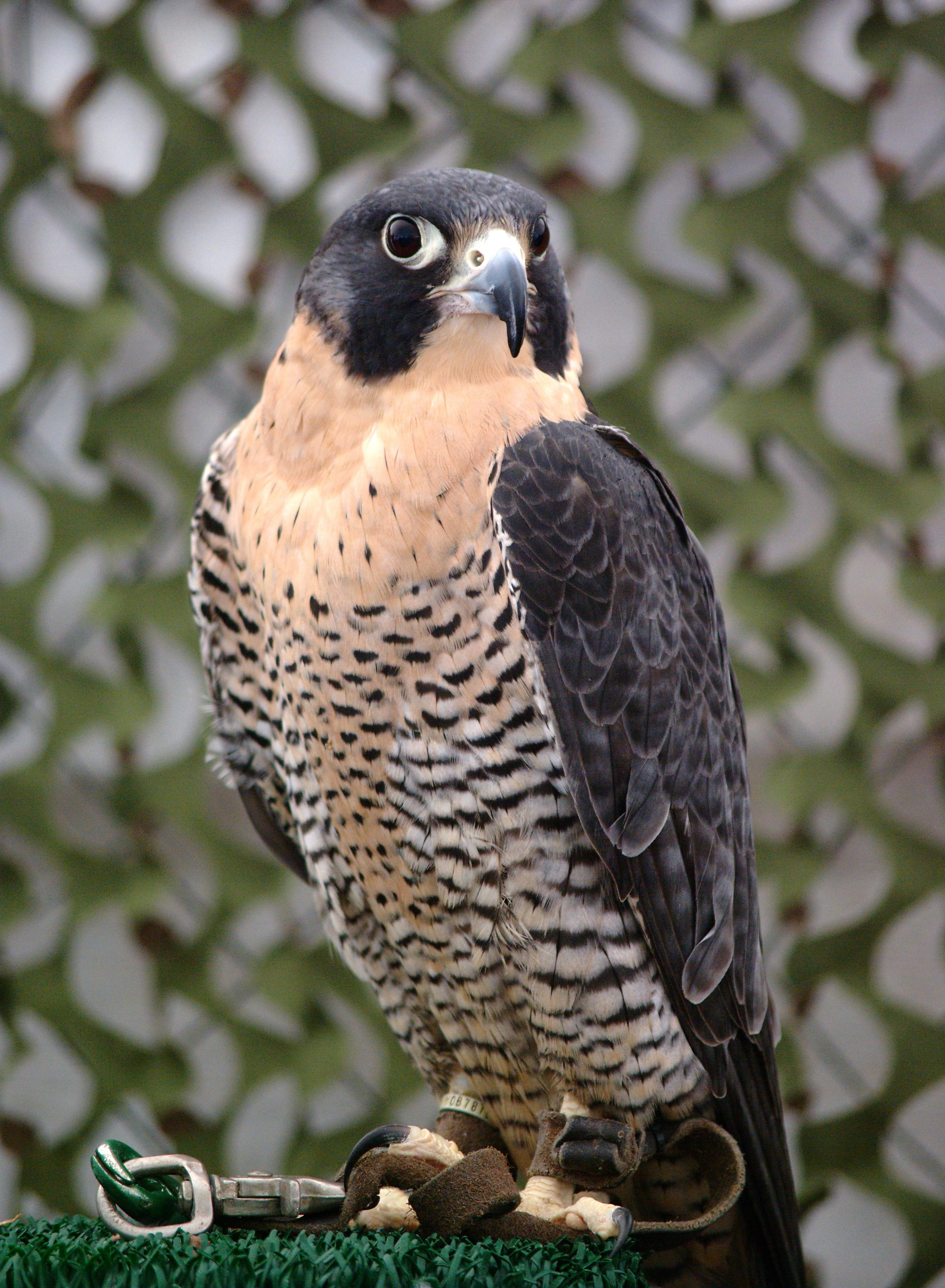
Vándorsólyom
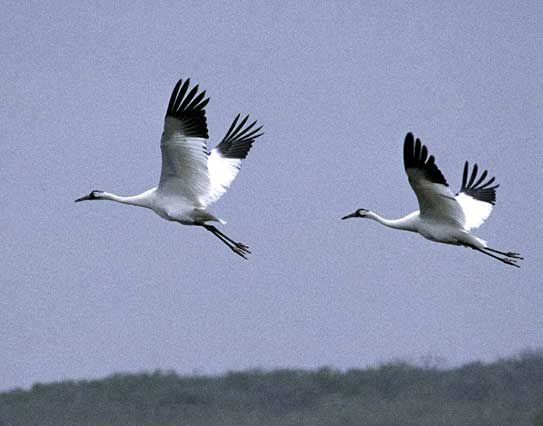
Lármás daru

## Gazdaság
Az északi parti Uranium City az urán és az arany korábbi helyi bányászatának köszönheti létét. Mire az 1980-as években az utolsó bánya is bezárt, a bányászat jelentős környezetszennyezést okozott az északi parton.
Az Atapaszka-tó homokdűnéi a déli parton a világ legnagyobb aktív homokdűnéi az 58° szélességi foktól északra. A területén található homokdűnék 400 és 1500 méter hosszúságúak, magasságuk a 30 métert is elérheti. A dűnék 1992-ben kaptak parkként védelmet, a bányacégek bírálóinak a kormányzati bürokrácia ellen vívott hosszas küzdelme után.